# Nalerigu
Nalerigu er den største by i East Mamprusi Municipal,  og med tilføjelsen af 6 nye regioner i 2018, blev den udpeget til hovedstad i nordøstregionen i Ghana. Den er hjemsted for overherren af kongeriget Mampurugu (NaYiri).

## Historie
|                                                             |
| En søjle, der plejede at holde Naa Jeringa-muren i Nalerigu |

|                  |
| Naa Jeringamuren |

Nalerigu var hovedstaden i Mamprugu-kongeriget, en af de tidligst kendte stater i det nordlige område af det nuværende Ghana. I løbet af det 16. århundrede byggede  Naa Jaringa en række mure af sten og mudder rundt omkring i byen. Det var , for at beskytte den mod slaveangreb, da den ligger  tæt på den historiske slaverute mellem Ouagadougou i Burkina Faso og Djenne i Mali.

## Undervisning
Nalerigu er  regionens uddannelsescenter. Byen er hjemsted for College of Health Sciences og Nalerigu Secondary School (NASS).

## Sundhed
Byen er hjemsted for  et privat hospital, Baptist Medical Center. Det blev etableret i 1958 og betjener i øjeblikket over 200 patienter om dagen. Det er centralhospitalet for hele regionen.